# Wild'n Fresh

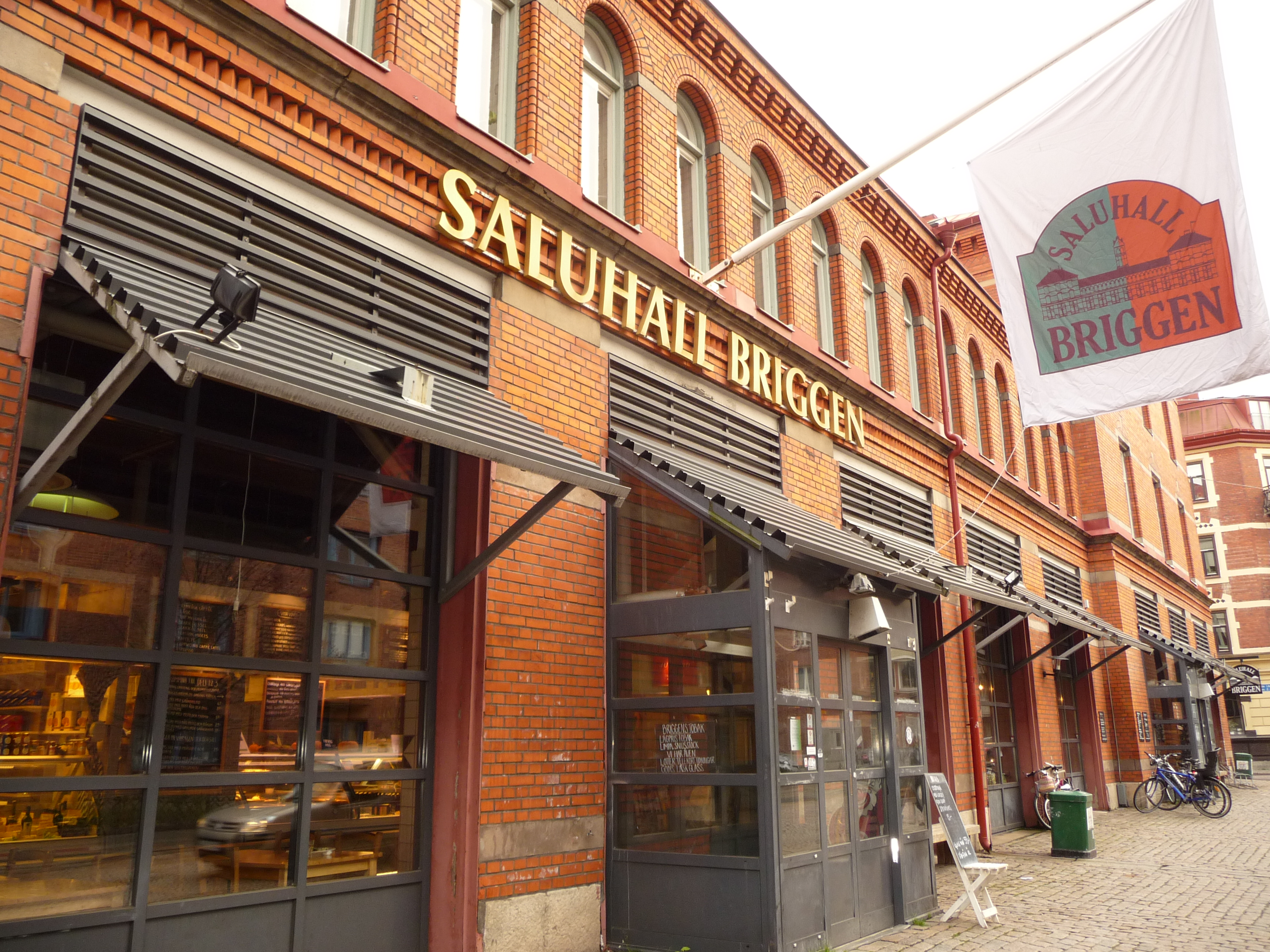
Saluhallen Briggen där Wild'n Fresh låg

Wild'n Fresh är en salladsbar belägen i saluhallen Briggen i Linnéstaden i Göteborg, som blev föremål för en uppmärksammad arbetskonflikt i början av 2007.

## Historia
Wild'n Fresh invigdes i februari 2006 och bakom restaurangen stod paret Sofia Appelgren och Serdan Erkan. Den 5 december 2006 sattes restaurangen i blockad av Hotell- och Restaurangfacket (HRF) sedan ägarna ej velat teckna kollektivavtal. Blockaden innebar att flera personer från HRF klädda i röda västar stod och delade ut flygblad utanför restaurangen mellan klockan nio och 18 varje vardag.
Enligt Appelgren avstod hon från att skriva under kollektivavtalet eftersom hennes anställda, varav ingen var medlem i fackförbundet, enligt hennes utsago inte ville ha det. HRF menade däremot att kollektivavtalet är nödvändigt för att säkerställa rimliga villkor för restaurangens tre deltidsanställda. En genomgång utförd av advokatbyrån Mannheimer Swartling på uppdrag av organisationen Centrum för rättvisa visade dock att villkoren för de anställda vid Wild'n Fresh var lika bra eller bättre än de villkor som erbjudits i kollektivavtalet på nio punkter av tio. Villkoren var endast sämre på en punkt, försäkringsskydd, men detta åtgärdades snart av restaurangägarna.
Enligt en annan genomgång utförd av SIF:s arbetsrättsjurist Toivo Öhman hade de anställda på Wild'n Fresh på samtliga punkter lägre lön och sämre villkor än om de hade haft kollektivavtal. Dessutom har de ingen garanti för sin lön eller för att försäkringspremierna betalas in.[källa behövs] Sofia Appelgren har själv erkänt att hon initialt och p.g.a. okunskap inte betalat semesterersättning men ändrade detta några månader innan fackets första kontakt med henne. Sjuklön hade hon inte betalt ut någon då ingen hunnit bli sjuk under det gångna året.
Den 6 februari 2007 meddelade Sofia Appelgren att hon beslutade att sälja salladsbaren eftersom pressen på henne och de anställda blivit för stor efter åtta veckors blockad. Sofia Appelgren menade att droppen var när facket valt att blanda in hennes familj. Som ett exempel anger hon när salladsbaren firade ettårsjubileum den 3 februari 2007 i kretsen av familj och vänner, drog facket ihop 40-tal blockadvakter utanför saluhallen Briggen. Blockaden fortsatte dock under mars 2007. Centerpartiets ungdomsförbund:s ordförande, riksdagsledamoten Fredrick Federley, engagerade sig i frågan och sökte om att köpa salladsbaren av ägaren för att fortsätta stå emot blockaden. I ett uttalande i december 2006 anklagade han HRF för att använda sig av maffiametoder. Budet avvisades av Sofia Appelgren eftersom hon inte vill göra konflikten till en politisk fråga. Nya ägare driver salladsbaren från 2 april 2007. 
Blockaden upphörde 30 mars 2007 i avvaktan på diskussioner mellan HRF och de nya ägarna. Federley startade en annan salladsbar med det uttalade syftet att driva den utan kollektivavtal. Rörelsen gick senare i konkurs.
Efter salladsbaren har Appelgren engagerat sig för fri företagsamhet och är ambassadör för Svenskt Näringslivs kampanj "Fri Företagsamhet". Hon har även gett ut boken Wild'n Fresh där hon ger sin version av konflikten.